# André Hercule Marie Louis de Rosset de Rocozel de Fleury
André Hercule Marie Louis de Rosset de Rocozel (* 25. April 1770 in Paris; † 16. Januar 1815 in Paris) war ein französischer Hochadliger, Hofbeamter und Emigrant  aus der Familie Rosset de Rocozel.
Er war Duc de Fleury, Pair de France und Premier Gentilhomme de la Chambre du Roi.

## Leben
André Hercule Marie Louis de Rosset de Rocozel ist der älteste Sohn von André Hercule Alexandre de Rosset de Rocozel (1750–1782), genannt Marquis de Rocozel et de Fleury, und Claudine Anne Renée de Montmorency-Laval (1750–1784). Seine Großeltern väterlicherseits sind André Hercule de Rosset de Rocozel (* 1715, † 13. April 1788), Duc de Fleury und Pair de France, der seinen einzigen Sohn überlebte, so dass André Hercule Marie Louis der unmittelbare Erbe wurde, und Anne Madeleine Françoise d’Auxy de Monceaux (1721–1802).
Sein Vater André Hercule Alexandre floh aufgrund seiner Spielschulden vor seinen Gläubigern und einer langen Haftstrafe 1779 ins Ausland, nachdem seine Frau im Jahr zuvor die Gütertrennung erreicht hatte, hatte sich Pierre André de Suffren  angeschlossen und war 1782 vor Pondichéry gestorben. André Hercule Marie Louis wurde nun selbst als Marquis de Fleury bezeichnet.
Obwohl die finanzielle Lage der Familie aufgrund dieser Vorgänge katastrophal war, konnte – im Hinblick auf die Nachfolge des Herzogs von Fleury, der damals 70 Jahre alt war – sein präsumtiver Erbe André Hercule Marie-Louis (der mittlerweile die Militärakademie absolviert hatte und Unterleutnant im ehemaligen Regiment seines Vaters war) per Ehevertrag vom 7. Dezember 1784 verheiratet werden – nachdem seine Mutter am 21. Juli 1784 im Alter von 34 Jahren verstorben war. Die Braut war Anne Françoise Aimée de Franquetot de Coigny (1769–1820), Tochter von Augustin Gabriel de Franquetot, Comte de Coigny (1740–1817, Bruder von Henri de Franquetot, Duc de Coigny und Marschall von Frankreich (1737–1821)), und Anne Josèphe Michel de Roissy (1753–1775).
Da die Ländereien der Mutter bereits mit Hypotheken belastet waren, waren es die Großeltern, der Herzog und die Herzogin, die die wichtigen Beträge aufbrachten, die in dem vom König genehmigten Ehevertrag aufgeführt werden, und sich verpflichteten, zwei Jahre lang für die Ausgaben des jungen Haushalts aufzukommen, wobei der Marquis als Erbe des Herzogs bestätigt wurde. Aimée de Coigny brachte große Aussichten auf ein Erbe, ein Einkommen von etwa 28.000 Livres, Diamanten im Wert von 20000 Livres und eine Aussteuer von 15000 Livres, mit.
1785 gewährte der König dem Marquis und seinem Bruder eine Pension von 10.000 Livres, die auch beim Tod eines der beiden an den Überlebenden weitergezahlt werden sollte. Am 15. Juli 1786 erwirkte der Herzog im Interesse seiner Enkel einen Beschluss des Conseil d’État, der einen „Zustrom von Gläubigern“ verhindern sollte. Allerdings mussten die umfangreichen Gütern in der Bailliage de Provins versteigert werden, die die Mutter des geflohenen Marquis diesem bei seiner Heirat vermacht hatte und von dem er selbst einen Teil (Le Plessis-aux-Tournelles) seinem ältesten Sohn geschenkt hatte.
Sie zogen in das Hôtel particulier des Duc de Fleury in der Rue Notre-Dame des Champs, genossen das Leben am Hof in Versailles und vor allem in der Stadt. Die Marquise begann mit dem Duc de Lauzun die Reihe ihrer Liebesabenteuer, während ihr Ehemann sich – wie sein Vater – in das Glücksspiel stürzte, so dass sich die Schulden bald so häuften, dass er sogar den Schmuck seiner Frau versetzen musste.
Sein Großvater starb im April 1788. Der bisherige Marquis und neue Duc de Fleury, der zu der Zeit Hauptmann im Régiment Mestre de Camp Général cavalerie war, folgte ihm am 4. Mai 1788 auch im Amt des Premier Gentilhomme de la Chambre, kam aber aufgrund der Verwaltungsverfahren erst am 21. Februar 1789 in den Genuss der Nachfolge im Herzogtum und der Pairie. Der Duc de Fleury war nun endlich reich, fand aber nicht mehr die Zeit, sich im Parlement de Paris um die Eintragung der Pairswürde zu kümmern.
Einige Monate später brach die Revolution aus. Der Duc de Fleury emigrierte 1791, was die Beschlagnahme seines Besitzes und später den Verkauf als Nationalgut zur Folge hatte. 1792 beantragte seine Frau die Gütertrennung, 1793 ließ sich das Paar auf Wunsch Aimées scheiden. Er wurde einer der engsten Vertrauten des Comte de Provence in dessen Exil, war in die Hamburger Geheimverhandlungen mit Paul de Barras verwickelt, und fiel in Warschau und Mitau durch ungebührliches Verhalten auf, wegen seiner Spielleidenschaft und seiner Schulden, so dass er von Ludwig XVIII. abgelehnt wurde. Dennoch kehrte er gemeinsam mit ihm nach Frankreich zurück. Ludwig XVIII. setzte ihn wieder in sein Amt als Premier Gentilhomme ein und machte ihn am 4. Juni 1814 zum Pair de France.
Sein jüngerer Bruder Marie Maximilien Hercule de Rosset de Rocozol, genannt Comte de Fleury (* 1771 in Paris) war während der Terrorherrschaft vom Revolutionstribunal am 18. Mai 1794 zum Tode verurteilt und am gleichen Tag in Paris guillotiniert worden.
Der Duc de Fleury, Premier Gentilhomme de la Chambre du Roi, starb „fast plötzlich“ am 16. Januar 1815 in Paris, nachdem er „vor einiger Zeit vom Pferd gefallen war, was schwerwiegende Folgen hatte, er schien aber von den Folgen dieses Unfalls völlig genesen“. Er hinterließ keine Erben, die die Pairie übernehmen konnten, so dass sie mit seinem Tod erlosch.